# Sankt Johann, Baden-Württemberg
St. Johann är en kommun (tyska Gemeinde) i Landkreis Reutlingen i förbundslandet Baden-Württemberg i Tyskland. Kommunen består av ortsdelarna (tyska Ortsteile) Bleichstetten, Gächingen, Lonsingen, Ohnastetten, Upfingen och Würtingen. Folkmängden uppgår till cirka 5 300 invånare, på en yta av 58,92 kvadratkilometer.

## Befolkningsutveckling
| Befolkningsutvecklingen i Sankt Johann 1975–2015 | Befolkningsutvecklingen i Sankt Johann 1975–2015 | Befolkningsutvecklingen i Sankt Johann 1975–2015 | Befolkningsutvecklingen i Sankt Johann 1975–2015 | Befolkningsutvecklingen i Sankt Johann 1975–2015 |
| ------------------------------------------------ | ------------------------------------------------ | ------------------------------------------------ | ------------------------------------------------ | ------------------------------------------------ |
|                                                  |                                                  |                                                  |                                                  |                                                  |
| År                                               |                                                  |                                                  | Folkmängd                                        | Areal (ha)                                       |
| 1975                                             | 1975                                             |                                                  | 4 317                                            | 5 896                                            |
| 1980                                             | 1980                                             |                                                  | 4 395                                            |                                                  |
| 1985                                             | 1985                                             |                                                  | 4 438                                            |                                                  |
| 1990                                             | 1990                                             |                                                  | 4 712                                            |                                                  |
| 1995                                             | 1995                                             |                                                  | 5 095                                            |                                                  |
| 2000                                             | 2000                                             |                                                  | 5 176                                            |                                                  |
| 2005                                             | 2005                                             |                                                  | 5 281                                            |                                                  |
| 2010                                             | 2010                                             |                                                  | 5 154                                            | 5 898                                            |
| 2015                                             | 2015                                             |                                                  | 5 034                                            | 5 897                                            |
|                                                  |                                                  |                                                  |                                                  |                                                  |